# 陶晞晦
陶晞晦（1945年4月—），男，四川盐亭人。中华人民共和国政治人物。西北工业大学飞机系空气动力学专业毕业，大学学历。

## 生平
1979年加入中国共产党。历任四川省自贡市机械工业局副局长、市经委副主任、市工业管理委员会主任，市委秘书长、常委、组织部部长、副书记、副市长、代市长、市委书记；四川省计划委员会主任、省发展计划委员会主任等职。2003年1月当选四川省人大常委会副主任。